# Calle de Capuchinos Baja
La calle de Capuchinos Baja fue una vía pública de la ciudad española de Segovia, ya desaparecida.

## Descripción
La calle debía el título a un antiguo convento de frailes capuchinos que había en la plaza del mismo nombre, y llevaba el apellido de «baja» por contraposición con la de Capuchinos Alta. Conecta aquella plaza con la calle del Doctor Velasco. Aparece descrita en Las calles de Segovia (1918) de Mariano Sáez y Romero con las siguientes palabras:

Capuchinos Baja.—Es una cuesta, sin apenas casas, que desde la plazuela de Capuchinos baja a la calle del Doctor Velasco. La cuesta es molesta y aun peligrosa, en tiempo de hielos.
(Sáez y Romero, 1918, p. 29)